# Bactrocera atrifacies
Bactrocera atrifacies
 es una especie de díptero que Perkins describió por primera vez en 1938. Bactrocera atrifacies pertenece al género Bactrocera de la familia Tephritidae.